# Si te sapesse dicere
Si te sapesse dicere è un singolo del cantante italiano Gigi D'Alessio, pubblicato il 21 aprile 2023 come secondo estratto del ventesimo album in studio Fra.

## Video musicale
Il video visual è stato pubblicato in concomitanza del lancio del singolo sul canale YouTube del cantante.

## Tracce
Testi e musiche di Gigi D'Alessio.
1. Si te sapesse dicere – 3:12